# Chorwacki Związek Narciarski
Chorwacki Związek Narciarski (chorw. Hrvatski skijaški savez) – chorwackie stowarzyszenie kultury fizycznej pełniące rolę chorwackiej federacji narodowej w biegach narciarskich, kombinacji norweskiej, narciarstwie alpejskim, narciarstwie dowolnym oraz skokach narciarskich.
Związek jest członkiem Międzynarodowej Federacji Narciarskiej (FIS). Do jego celów statutowych związku należy promowanie, organizowanie i rozwój narciarstwa w Chorwacji m.in. poprzez szkolenia zawodników i instruktorów i organizację zawodów.